# Ophionotus
Ophionotus is een geslacht van slangsterren uit de familie Ophiuridae.

## Soorten
- Ophionotus hexactis (E.A. Smith, 1876)
- Ophionotus taylori McKnight, 1967
- Ophionotus victoriae Bell, 1902